# Jimmie Smith
James Howard „Jimmie“ Smith (* 27. Januar 1938 in Newark, New Jersey) ist ein amerikanischer Schlagzeuger des Swing und des Mainstream Jazz.
"Jimmie" Smith studierte von 1951 bis 1954 in Al Germanskys Schlagzeugschule in Newark, von 1959 bis 1960 an der Juilliard School. Um diese Zeit begann er in New York seine Karriere als Profimusiker. Um 1960 wirkte er an Larry Youngs Debütalbum Testifying mit und spielte bis 1962 in seiner Band; in den 1960er Jahren arbeitete er dann auch bei Jimmy Forrest 1960, Lambert, Hendricks and Ross 1962/63, mit denen er auch auf dem Newport Jazz Festival auftrat, mit Pony Poindexter 1963, Jimmy Witherspoon 1963, Gildo Mahones 1963, Jimmy McGriff 1963–65 und Richard „Groove“ Holmes 1965.
Von 1967 bis 1974 spielte er in Erroll Garners Band; dann zog er nach Kalifornien. Dort arbeitete er mit Sonny Criss und mehrmals mit Benny Carter, den er auch auf dem Montreux Jazz Festival begleitete. Dort war er damals auch an mehreren Jam-Sessions mit Dizzy Gillespie, Count Basie, Eddie Lockjaw Davis und Milt Jackson in wechselnden Besetzungen beteiligt.
Mitte der 1970er Jahre fungierte Smith vor allem als Sessionmusiker im Umfeld des Mainstream-Jazz-Labels Concords, wo er u. a mit Hank Jones 1976, Ernestine Anderson 1976 und 1986, Plas Johnson 1976 arbeitete. Außerdem war er in dieser Zeit an Aufnahmen von Phineas Newborn 1976, Sweets Edison 1976–78, Tommy Flanagan 1978, Barney Kessel 1981, Herb Ellis 1981, Buddy DeFranco 1981, Al Cohn 1983, Red Holloway 1987 und Dave McKenna 1988 beteiligt. 1993 ging er mit dem Organisten Jimmy Smith und Kenny Burrell auf eine Japantournee.